# クレマチス・モンタナ
クレマチス・モンタナ（Clematis montana）は、キンポウゲ科センニンソウ属の植物である。標準和名はニイタカハンショウヅル。中国南西部、南東部、台湾、ヒマラヤ、パキスタン北部の山間部に自生する。白-淡桃色の、ほぼ平開するやや横向きの花を咲かせる。これを元にした品種はモンタナ系と呼ばれる。